# Самбука ди Сичилија
Самбука ди Сичилија (итал. Sambuca di Sicilia) је насеље у Италији у округу Агриђенто, региону Сицилија.
Према процени из 2011. у насељу је живело 5903 становника. Насеље се налази на надморској висини од 312 м.

## Становништво
Према резултатима пописа становништва 2011. у општини је живело 6.114 становника.
| 1931. | 1936. | 1951. | 1961. | 1971. | 1981. | 1991. | 2001. | 2011. |
| ----- | ----- | ----- | ----- | ----- | ----- | ----- | ----- | ----- |
| 7.736 | 7.828 | 8.123 | 7.679 | 7.229 | 7.434 | 6.797 | 6.158 | 6.114 |